# Alexander Nikolai
Alexander Nikolai (* 2. Februar 1970) ist ein Politiker der SPÖ Wien und seit dem 1. Dezember 2020 Bezirksvorsteher der Leopoldstadt.
Nikolai ist seit 2001 Mitglied der Bezirksvertretung in der Leopoldstadt. Er löste nach der Bezirksvertretungswahl 2020 Uschi Lichtenegger von den Grünen als Bezirksvorsteher ab, indem die SPÖ in der Leopoldstadt mit 35,4 % die Wahl gewann und somit den 2016 an die Grünen verlorenen traditionell sozialdemokratischen Bezirk wieder zurückholen konnte.
Vor seiner politischen Laufbahn war Nikolai Koch und Buslenker. Außerdem war er als Trainer im Frauenfußball aktiv. Er ist verheiratet und hat eine Tochter.